# Plurella colini
Plurella colini är en sjöpungsart som beskrevs av Monniot 2004. Plurella colini ingår i släktet Plurella och familjen Plurellidae. Inga underarter finns listade i Catalogue of Life.